# Semyon Fomin
Bản mẫu:Eastern Slavic name
Semyon Anatolyevich Fomin (tiếng Nga: Семён Анатольевич Фомин; sinh ngày 10 tháng 1 năm 1989) là một cầu thủ bóng đá người Nga. Anh chơi ở vị trí tiền vệ cho F.K. Luch-Energiya Vladivostok.

## Sự nghiệp câu lạc bộ
Anh ra mắt chuyên nghiệp tại Russian First Division năm 2008 cho FC Zvezda Irkutsk. Anh thi đấu một trận tại Cúp UEFA 2007–08 cho F.K. Lokomotiv Moskva trước Panathinaikos FC.

## Sự nghiệp quốc tế
Fomin là một phần không thể thiếu của đội hình U-17 Nga giành chức vô địch Giải vô địch bóng đá U-17 châu Âu 2006.